# Ratusz w Kępnie
Ratusz w Kępnie – kępiński ratusz został wybudowany w stylu klasycystycznym w 1835 roku. Był siedzibą magistratu i sądu. Jest to budowla dwukondygnacyjna z frontem wysuniętym przed fasadę, dwuspadowym dachem pokrytym dachówką, na którego szczycie, na osi głównej została wybudowana niska, krępa wieżyczka z zegarem. W 1866 roku został rozbudowany. Do wydłużonej na rzucie prostokąta budowli zostały dołączone dwa prostokątne ryzality boczne, wysunięte przed elewację główną (zachodnią). Wieżyczka na dachu również została przebudowana. Została zachowana murowana, kwadratowa podstawa, do której dobudowano ośmiokątny, drewniany trzon z arkadowymi przezroczami, pokryty stożkowatym hełmem z chorągiewką na iglicy. Budowla mieści się przy Rynku. Została wpisana do rejestru zabytków w dniu 6 czerwca 1970 roku. Obecnie budynek został wyremontowany i jest siedzibą władz miejskich.